# 리수복
리수복 (李秀福; 1933.4.12 ~ 1951.10.30) – 조선민주주의인민공화국의 군인, 공화국영웅.
리수복은 조선전쟁 때 최대 격전지였던 강원도 금강군의 1211고지의 좌측 무명고지를 찬탈하기 위해 한국군이 발사한 전투 화구를 가슴으로 막고 전사한 인물로 알려져 있다. 1952년 4월 공화국영웅 칭호를 받았다.
평양시 형제산구역 신미리에 위치한 애국열사릉에 안장돼 있다.